# Pedro Damián
Pier Damiani, Pier di Damiano, Pietro Damiani, Piero Damiani, Pedro Damián,  Pedro Damiano o Pedro Damiani (Ravena, 1007 - Faenza, 22 de febrero de 1072) fue un cardenal benedictino de la Iglesia católica, filósofo y precursor de la reforma gregoriana.

## Organizador de la vida monástica
Son poco dignas de fe las noticias que nos comunica su biógrafo J. de Lodi sobre los rigores que empleó con él en sus primeros años uno de sus hermanos mayores. En cambio, es cierto que un segundo hermano, de nombre Damián, hizo con él las veces de padre y le procuró una buena formación en Rávena, Faenza y Parma; según parece, en agradecimiento, tomó en adelante su nombre. A los 25 años de edad era profesor en Parma y posteriormente en Rávena.
Su inclinación al retiro y a la vida ascética lo empujó muy pronto a la soledad. Ordenado sacerdote en su ciudad natal, ya en 1035 se retiró a Fonte Avellana donde, en unión con varios ermitaños, se entregó de lleno a la vida anacoreta. El resultado inmediato fueron algunos trastornos corporales, que le obligaron a mitigar los rigores iniciales, dedicándose también, desde entonces, al estudio. Elegido prior en 1043, dio una forma ordenada y definitiva a la vida de consagración de Fonte Avellana, para la que había ganado algunos grupos de ermitaños. Era en realidad un sistema de vida monástica, mezcla de vida contemplativa, con marcado rigor de soledad y penitencias corporales, y de vida cenobítica, que unía diversos grupos bajo una misma dirección. Era algo muy semejante a lo que poco antes habían iniciado San Romualdo (m. 1027) con sus monjes camaldulenses y San Juan Gualberto (m. 1073) con los benedictinos de Valleumbrosa. Este tipo de vida, fruto inmediato de la reforma promovida por los cluniacenses, contribuyó eficazmente a preparar la gran obra de la reforma gregoriana.

## Cardenalato y legado pontificio
De hecho, la obra de Pedro Damián como organizador de un nuevo tipo de vida monástica llegó a alcanzar importantes resultados y tuvo varios discípulos, como su futuro biógrafo San Juan de Lodi y Domingo Loricato. Durante algunos años mantuvo contacto con diversos monasterios o grupos de otras órdenes monásticas y aún con elementos seculares, a quienes infundió sus ansias de perfección y de reforma. Con diversas cartas y otros escritos, pertenecientes a esta primera etapa de su actividad, se manifestó ya como gran reformador. Tal vez por eso desde 1045 se encontró en contacto con la Curia Romana, llegando a colaborar directa y eficazmente en la gran obra de reforma de toda la Iglesia.
Grande es la significación de la segunda etapa de la vida de Pedro Damián, en la que con el cardenal Hildebrando se convierte en el alma de la reforma eclesiástica. Aunque apartado del mundo en su retiro de Fonte Avellana, conocía perfectamente la caótica situación de la Iglesia durante los pontificados anteriores y particularmente el de Benedicto IX (1032-44); ya durante el corto pontificado de Gregorio VI (1045-46) estuvo en contacto con la curia romana. El emperador Enrique III el Negro (1039-56), tan benemérito para la causa de la reforma, trató eficazmente de traerlo al lado del papa Clemente II (1048). Pero quien le unió definitivamente a la causa de los papas y de la reforma, sacándolo de su retiro, fue León IX (1048-54). Precisamente en este tiempo compuso sus dos obras principales como reformador, el Libro gratísimo y el Libro Gomorriano, donde flagela duramente los vicios nefandos en el clero de la época (simonía y nicolaísmo).
Esteban IX le nombró a pesar suyo, en 1057, cardenal y obispo de Ostia. A pesar de su deseo por una vida retirada y ascética en el monasterio permaneció en el cargo hasta que el papa Alejandro II lo liberó de sus responsabilidades como obispo.
Entró de lleno en la vida diplomática y sirvió desde entonces con admirable eficacia a la reforma con importantes legaciones y otros trabajos, y con sus escritos. 
Así en 1059-60 hizo de mediador entre el arzobispo de Milán Guido da Velate y la Pataria, al mismo tiempo que aseguraba el prestigio del papa en Milán. En 1061-64 luchó contra el antipapa Honorio II; en 1069 fue a Maguncia para disuadir Enrique IV del Sacro Imperio Romano Germánico de su divorcio. A comienzos de 1072 fue enviado a Ravena para reconciliar a sus habitantes con la Santa Sede, habiendo sido excomulgados por apoyar a su arzobispo en su adhesión al cisma del Honorio II. A su regreso de allí fue agarrado por la fiebre en un monasterio de las afueras de Faenza, donde murió el 22 de febrero de 1072. Fue enterrado primero en la iglesia del monasterio, para posteriormente ser trasladado a la Catedral de Faenza, donde descansa hasta el día de hoy.
Pedro Damián fue uno de los hombres más ilustres de la reforma eclesiástica del siglo XI, cuyas bases asentó facilitando con ello la gran empresa reformadora de Gregorio VII, que como cardenal Hildebrando había trabajado en continuo contacto con Pedro Damián. 
Por las obras citadas y otras que compuso mereció de León XII, el 27 de septiembre de 1828, el título de Doctor de la Iglesia. Su fiesta se celebra el 21 de febrero (hasta 1969, se celebraba el 23 de febrero).

## Bibliografía

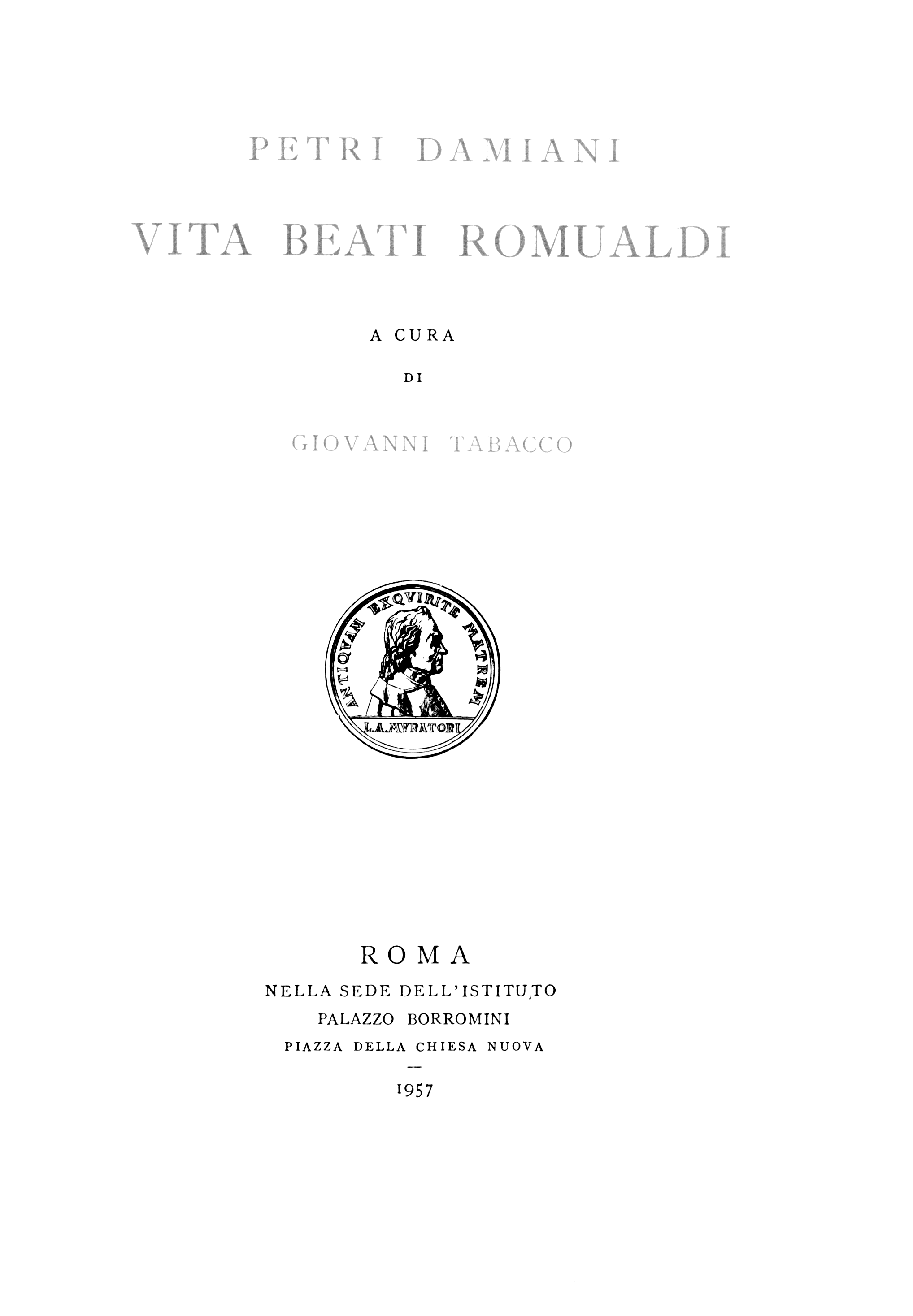
Vita Beati Romualdi